# حكومة المغرب 2019
حكومة المغرب 2019 أو حكومة العثماني الثانية هي الحكومة التنفيذية الثانية والثلاثون منذ استقلال المغرب في سنة 1956. يرأسها سعد الدين العثماني وهي ثالث تعديل حكومي خلال الولاية التشريعية (2016-2021) وتم تشكيلها بمبادرة من ملك المغرب محمد السادس الذي طلب في خطاب العرش لسنة 2019 من رئيس الحكومة تقليص عدد الوزراء واقتراح كفاءات جديدة. عدد الوزراء في هذه الحكومة هو 24، من بينهم 4 نساء، وتم تنصيها رسمياً في 9 أكتوبر 2019.

## الوزراء
| الوزارة                                                             | الوزير(ة)                                                                    | الحزب                                |
| ------------------------------------------------------------------- | ---------------------------------------------------------------------------- | ------------------------------------ |
| رئيس الحكومة                                                        | سعد الدين العثماني                                                           | حزب العدالة والتنمية                 |
| وزارة الدولة المكلفة بحقوق الإنسان والعلاقات مع البرلمان            | مصطفى الرميد                                                                 | حزب العدالة والتنمية                 |
| الأمانة العامة للحكومة                                              | محمد حجوي                                                                    | بدون انتماء                          |
| وزارة الداخلية                                                      | عبد الوافي لفتيت                                                             | بدون انتماء                          |
| وزارة الشؤون الخارجية والتعاون الإفريقي والمغاربة المقيمين بالخارج  | ناصر بوريطة                                                                  | بدون انتماء                          |
| وزارة الأوقاف والشؤون الإسلامية                                     | أحمد التوفيق                                                                 | بدون انتماء                          |
| وزارة الصحة                                                         | خالد آيت الطالب                                                              | بدون انتماء                          |
| وزارة السياحة والصناعة التقليدية والنقل الجوي والاقتصاد الاجتماعي   | نادية فتاح العلوي                                                            | بدون انتماء                          |
| وزارة العدل                                                         | محمد بن عبد القادر                                                           | حزب الاتحاد الاشتراكي للقوات الشعبية |
| وزارة الفلاحة والصيد البحري والتنمية القروية والمياه والغابات       | عزيز أخنوش                                                                   | حزب التجمع الوطني للأحرار            |
| وزارة الاقتصاد والمالية وإصلاح الإدارة                              | محمد بنشعبون                                                                 | حزب التجمع الوطني للأحرار            |
| وزارة الصناعة والتجارة والاقتصاد الأخضر والرقمي                     | مولاي حفيظ العلمي                                                            | حزب التجمع الوطني للأحرار            |
| وزارة إعداد التراب الوطني والتعمير والإسكان وسياسة المدينة          | نزهة بوشارب                                                                  | حزب الحركة الشعبية                   |
| وزارة التربية الوطنية والتكوين المهني والتعليم العالي والبحث العلمي | سعيد أمزازي                                                                  | حزب الحركة الشعبية                   |
| وزارة الثقافة والشباب والرياضة                                      | الحسن عبيابة (إلى غاية 7 أبريل 2020) عثمان الفردوس (إبتداءاً من 7 أبريل 2020) | حزب الاتحاد الدستوري                 |
| وزارة التجهيز والنقل واللوجستيك والماء                              | عبد القادر اعمارة                                                            | حزب العدالة والتنمية                 |
| وزارة الطاقة والمعادن والبيئة                                       | عزيز رباح                                                                    | حزب العدالة والتنمية                 |
| وزارة الشغل والإدماج المهني                                         | محمد أمكراز                                                                  | حزب العدالة والتنمية                 |
| وزارة التضامن والتنمية الاجتماعية والمساواة والأسرة                 | جميلة المصلي                                                                 | حزب العدالة والتنمية                 |

## الوزراء المنتدبون
| | الوزير المنتدب   | الحزب                |
| --- | ---------------- | -------------------- |
| الوزير المنتدب لدى رئيس الحكومة المكلف بإدارة الدفاع الوطني                                                                 | عبد اللطيف لوديي | بدون انتماء          |
| الوزير المنتدب لدى وزير الداخلية                                                                                            | نور الدين بوطيب  | بدون انتماء          |
| الوزير المنتدب لدى وزير الشؤون الخارجية والتعاون الإفريقي والمغاربة المقيمين بالخارج                                        | محسن الجزولي     | بدون انتماء          |
| الوزيرة المنتدبة لدى وزير الشؤون الخارجية والتعاون الإفريقي والمغاربة المقيمين بالخارج، المكلفة بالمغاربة المقيمين بالخارج  | نزهة الوفي       | حزب العدالة والتنمية |
| الوزير المنتدب لدى وزير التربية الوطنية والتكوين المهني والتعليم العالي والبحث العلمي، المكلف بالتعليم العالي والبحث العلمي | إدريس أوعويشة    | بدون انتماء          |

## تعديلات
- في 7 أبريل 2020، تم إعفاء الوزير الحسن عبيابة، من وزارة الثقافة والشباب والرياضة ومن وظيفة الناطق الرسمي، وحل مكانه عثمان الفردوس الذي عُين في منصب وزير الثقافة والشباب والرياضة. فيما تم إسناد مهام الناطق الرسمي باسم الحكومة لسعيد أمزازي، وزير التربية الوطنية والتكوين المهني والتعليم العالي والبحث العلمي.[1][2]